# جوزيف بوتر كوتن
جوزيف بوتر كوتن (بالإنجليزية: Joseph P. Cotton)‏ (مواليد 22 يوليو 1875 - الوفاة 10 مارس 1931) هو محام وسياسي أمريكي شغل منصب وكيل وزارة الخارجية الأمريكية من عام 1929 حتى وفاته عام 1931.

## سيرة شخصية
ولد كوتون في نيوبورت، رود آيلاند في 22 يوليو 1875. حصل على درجة البكالوريوس في الآداب من كلية هارفارد عام 1896 وتخرج من كلية الحقوق بجامعة هارفارد عام 1900. في نيويورك، عمل كمحامي بارز. وفي عام 1907 أصبح عضوًا في شركة المحاماة Cravath، Henderson and De Gersdorff. وفي عام 1910، انضم إلى جون كويت سبونر في شركة سبونر آند كوتون. في عام 1915، ذهب إلى واشنطن للعمل محاميا فيدراليا للجنة السكك الحديدية في ألاسكا. أصبح شريكًا قانونيًا لـ William Gibbs McAdoo في عام 1919 وأسس شركة McAdoo، Cotton & Franklin. كما شغل أيضًا منصب رئيس قسم اللحوم بإدارة الأغذية الأمريكية  حيث أصبح صديقًا للرئيس هربرت هوفر الذي شغل بعد ذلك منصب رئيس إدارة الأغذية بالولايات المتحدة.